# District de Higashimurayama
Le district de Higashimurayama (東村山郡, Higashimurayama-gun) est un district situé dans la préfecture de Yamagata, sur l'île de Honshū, au Japon.

## Géographie

### Démographie
En 2003, la population du district de Higashimurayama était de 28 238 habitants répartis sur une superficie de 92,59 km2 (densité de population de 305 hab./km2).

### Divisions administratives
Le district de Higashimurayama est constitué de deux bourgs : Nakayama et Yamanobe.